# Anopheles austenii
Anopheles austenii este o specie de țânțari din genul Anopheles. A fost descrisă pentru prima dată de Theobald în anul 1905. Conform Catalogue of Life specia Anopheles austenii nu are subspecii cunoscute.